# Cabera ablataria
Cabera ablataria är en fjärilsart som beskrevs av Fuchs 1899. Cabera ablataria ingår i släktet Cabera och familjen mätare. Inga underarter finns listade i Catalogue of Life.